# Cicadula vaga
Cicadula vaga är en insektsart som beskrevs av Melichar 1903. Cicadula vaga ingår i släktet Cicadula och familjen dvärgstritar. Inga underarter finns listade i Catalogue of Life.